# Chengxi (socken i Kina, Shandong)
Chengxi (kinesiska: 城西, 城西街道) är en socken i Kina. Den ligger i provinsen Shandong, i den östra delen av landet, omkring 78 kilometer öster om provinshuvudstaden Jinan.
Genomsnittlig årsnederbörd är 840 millimeter. Den regnigaste månaden är juli, med i genomsnitt 284 mm nederbörd, och den torraste är januari, med 7 mm nederbörd.